# Afrodisias
Afrodisias, řecky Ἀφροδισιάς, bylo starořecké město v Anatolii (dnešní Turecko), na historickém území Kárie. 
Město zcela zaniklo, jeho ruiny se nacházejí poblíž dnešního města Geyre. Roku 2017 byly ruiny Afrodisia zapsány na seznam Světového dědictví UNESCO.
Město bylo nazváno podle řecké bohyně krásy Afrodíty, jejíž velká modla se zde nacházela. Tato modla se dochovala, byť bez tváře. Odborníci spekulují o tom, že původně mohlo jít o místní bohyni plodnosti, která byla s Afroditou teprve později identifikována. V římské epoše se menší sošky Afrodity z Afrodisie staly oblíbeným vývozním artiklem, byly nalezeny všude po římském světě, včetně Pax Julie (dnešní Beja v Portugalsku). Podle byzantské encyklopedie Suda město dříve neslo tři jiná jména: Lelégōn Pólis (Λελέγων πόλις), Megálē Pólis (Μεγάλη Πόλις) a Ninóē (Νινόη). K nejvýznamnějším částečně dochovaným památkám patří Afroditin chrám, propyleje (slavnostní brána) zvané Sebastion, búleutérion (možná též odeon) a stadion. Jsou vystavěny z bílého a modro-šedého mramoru rozsáhle těženého z přilehlých svahů. V době, kdy byla Kárie ovládnuta Římem a stala se římskou provincií, bylo Afrodisias jejím oficiálním hlavním městem. Největší výstavba proběhla právě v římských časech, zejména v éře císaře Augusta (tedy na přelomu letopočtu), prostřednictvím jím osvobozeného otroka Gaia Julia Zoila. Jistě od 2. století (možná dříve) mělo město i svou židovskou komunitu. Afrodisias zůstal centrem pohanství i pod byzantskou vládou, až do konce 5. století (Afroditin chrám byl předělán na křesťanskou baziliku, ale ta byla nakonec zrušena císařem Zenonem, protože se v ní prý scházela jeho opozice; někdy mezi lety 481-484). Město bylo zničeno zemětřesením na začátku 7. století a nikdy již nebylo obnoveno, pouze v místě divadla bylo vybudováno malé opevněné sídliště, které bylo okolo roku 640 pojmenováno Stauropolis (Σταυρούπολις), tedy "Město kříže", což mělo zahladit stopy pohanské tradice. V 8. století již však ani tento název nebyl znám a pro označení místa užíval se jen název Kárie, tedy jméno celé oblasti (odtud také pochází dnešní turecké jméno nedalekého Geyre). Diecéze zde fungovala až do 11. století. Zbytky Afrodisia byly znovu vypleněny rebelem Theodorem Mankafasem v roce 1188 a poté seldžuckými Turky v roce 1197. Ke konci 13. století se natrvalo dostaly pod tureckou kontrolu. Některé části Geyre byly ve 20. století odstraněny, aby bylo možné odkrýt zbytky starověkého sídla. Nové Geyre začalo být stavěno o kus dál. Ve městě se narodil starořecký filozof Alexandr Afrodisijský (žil ve 2. století př. n. l.) a spisovatel Charitón (2. století), autor nejstaršího plně dochovaného románu Příhody Chairea a Kallirhoy (Τῶν Περὶ Χαιρέαν Καὶ Καλλιρρόην).
Město pro odborníky i veřejnost znovuobjevil turecký fotograf a cestovatel arménského původu Ara Güler v ro ce1958. V jednom z pozdějších rozhovorů uvedl: "Do Geyre mě zavedla náhoda. Nikdy v životě jsem o tom místě neslyšel, a když jsem ho uviděl, nevěřil jsem svým očím. Stály tam skvělé sloupy a překrásné sochy. Některé sloupy podpíraly zdi vesnických domů, které vypadaly, že se každou chvíli zhroutí. Jedno nádherně zdobené víko sarkofágu sloužilo jako žlab, zatímco na jiném hráli vesničané karty. Nikdy jsem neviděl tak zajímavé místo. Rychle jsem běžel pro svůj fotoaparát a udělal jsem celou řadu fotografií." Fotografie zaslal do francouzského časopisu Horizon a brzy byl požádán o další, tentokrát ale i s komentářem. Ten napsal profesor klasické archeologie Kenan Erim. Díky finanční podpoře společnosti National Geographic Society mohl tento archeolog tureckého původu pracující na Newyorské univerzitě začít na počátku 60. let 20. stol. s archeologickými vykopávkami.

## Galerie

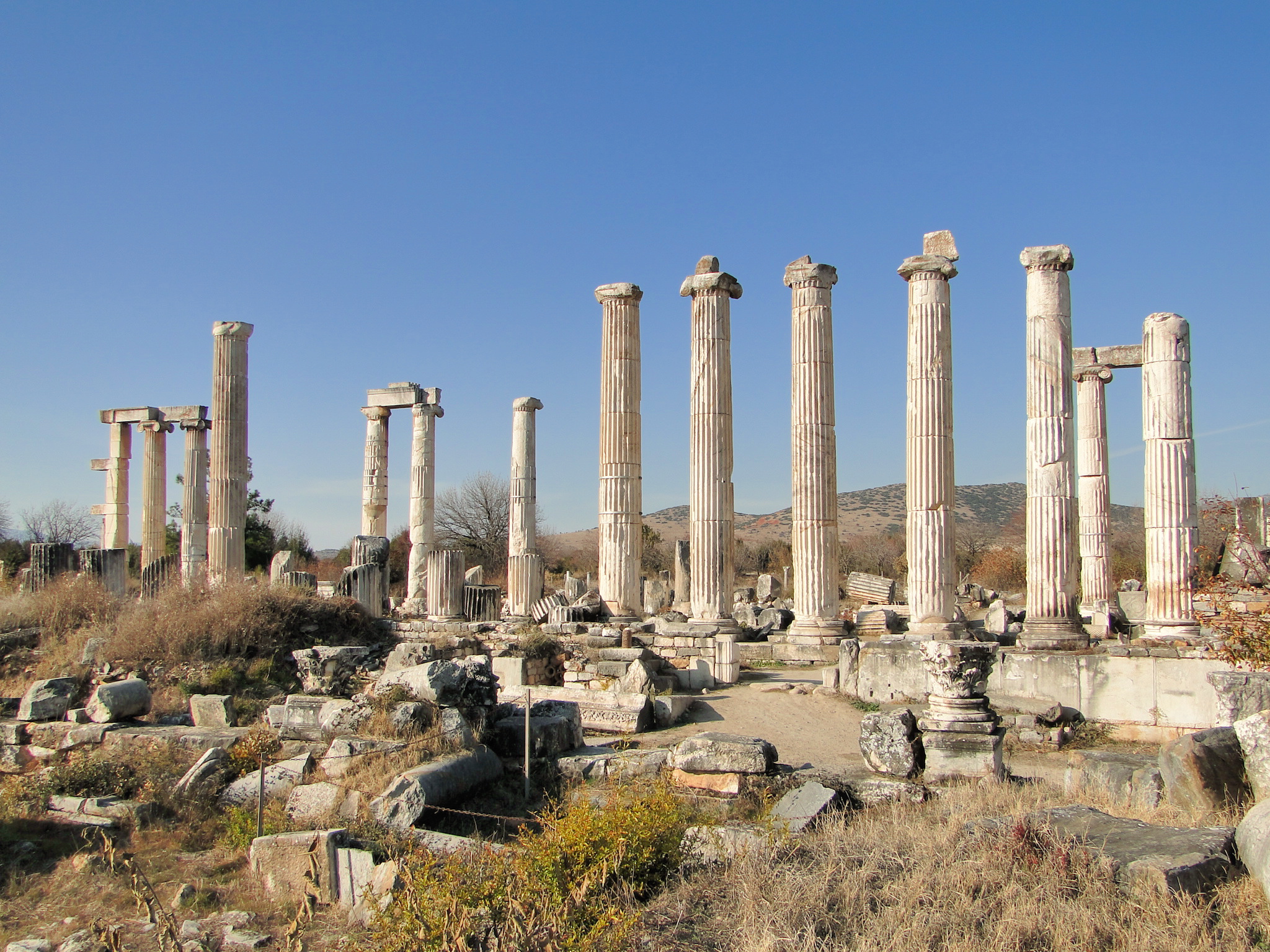
Afroditin chrám
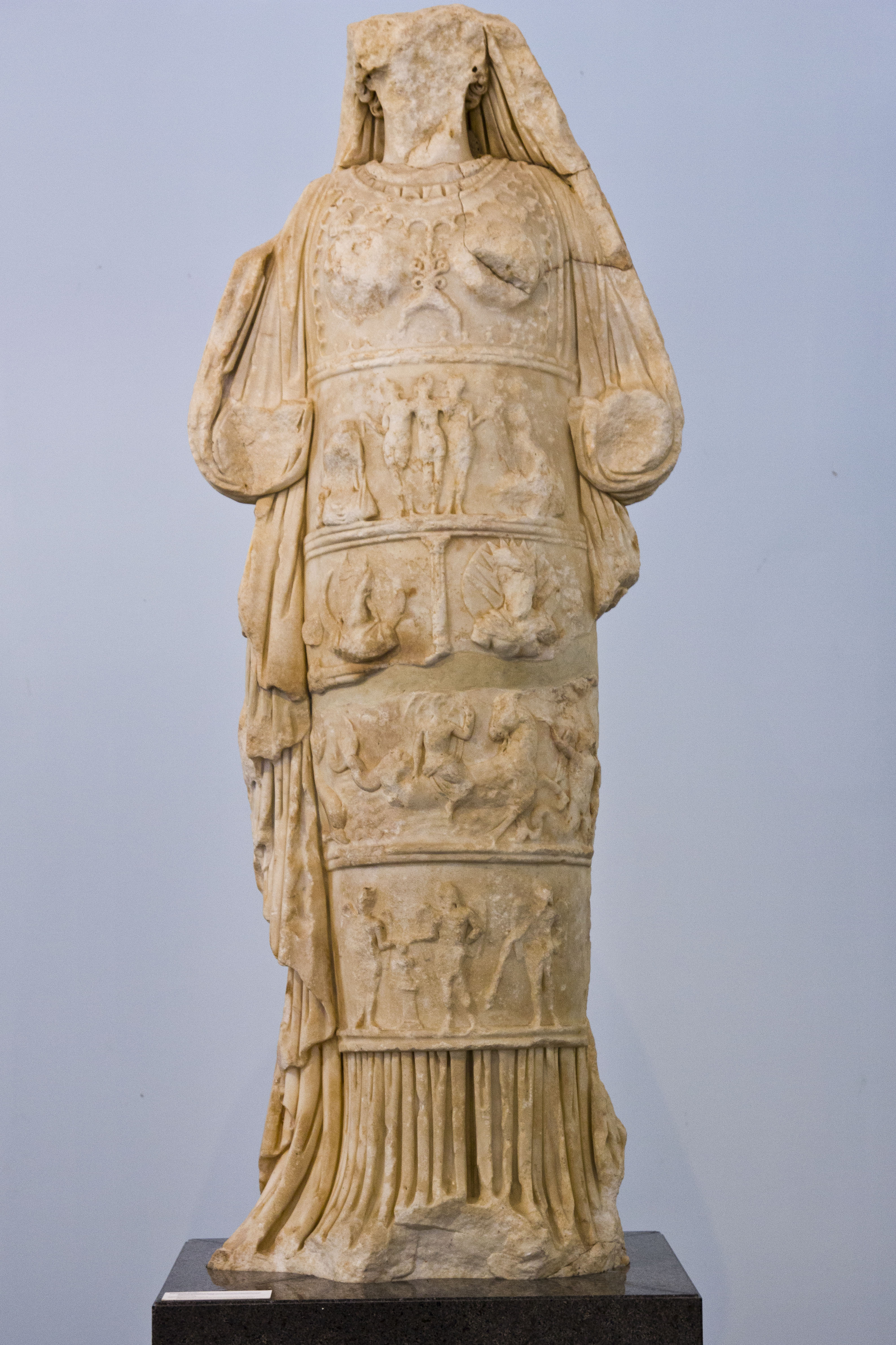
Modla Afrodity
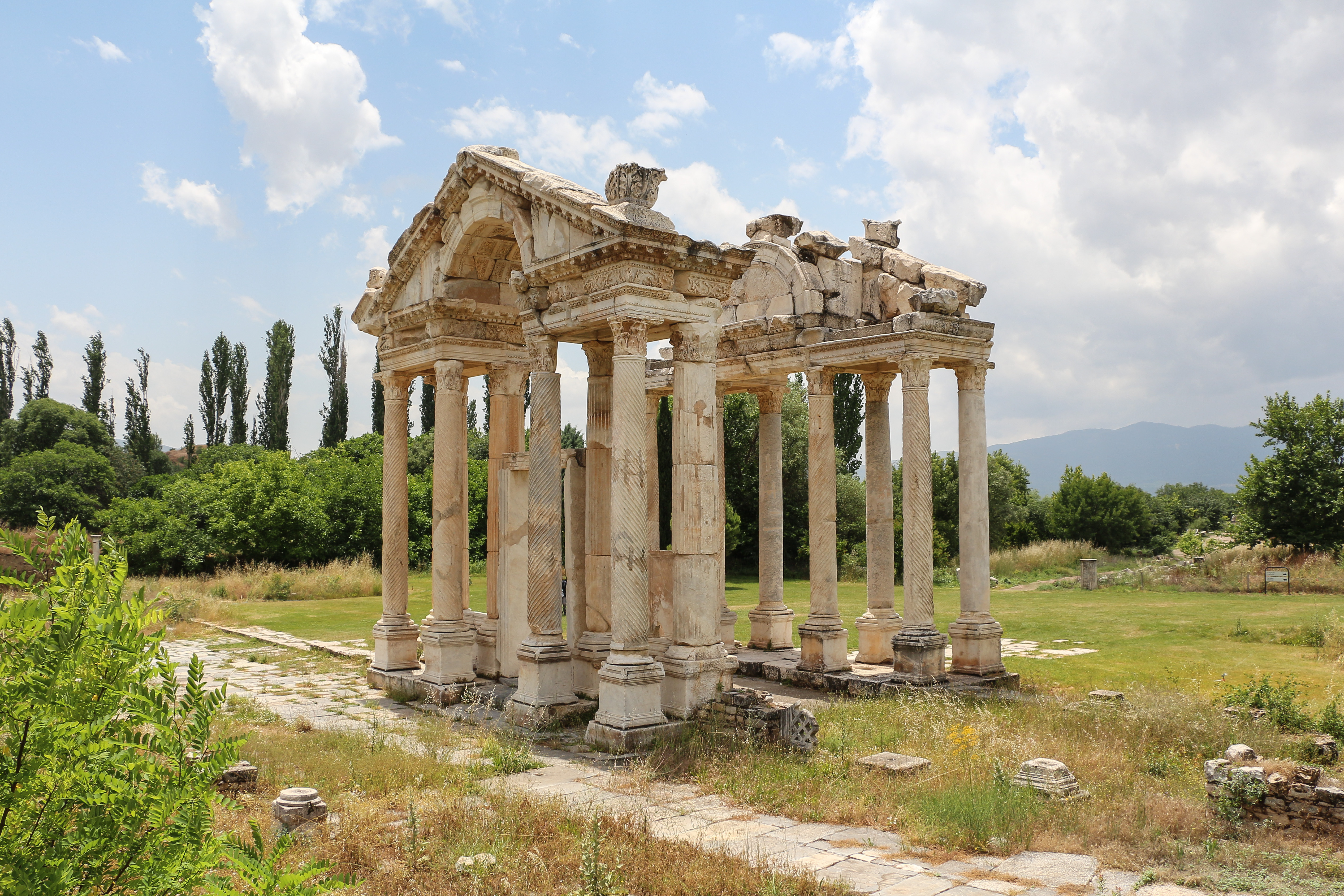
Tetrapylon
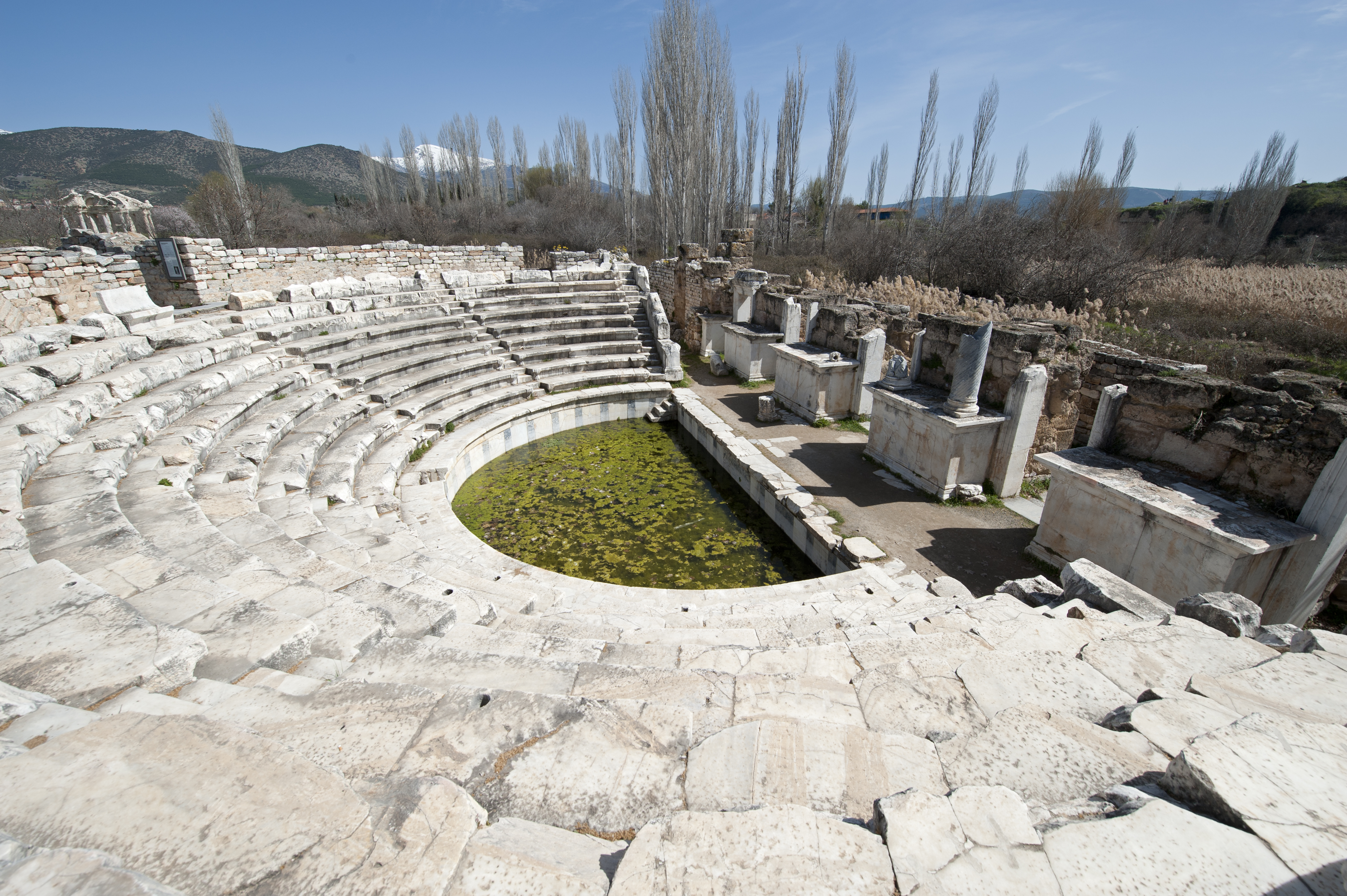
Búleutérion
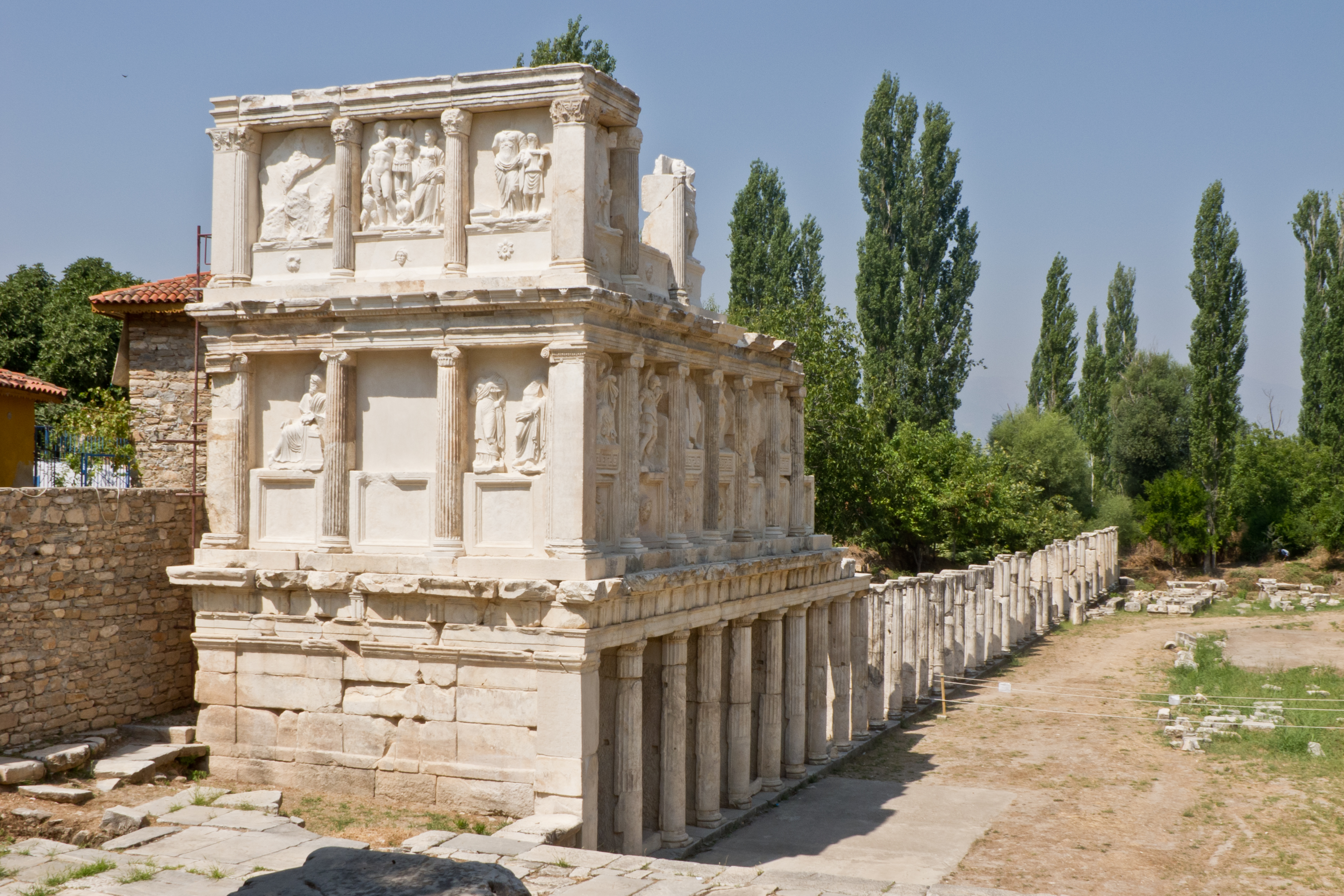
Sebastion
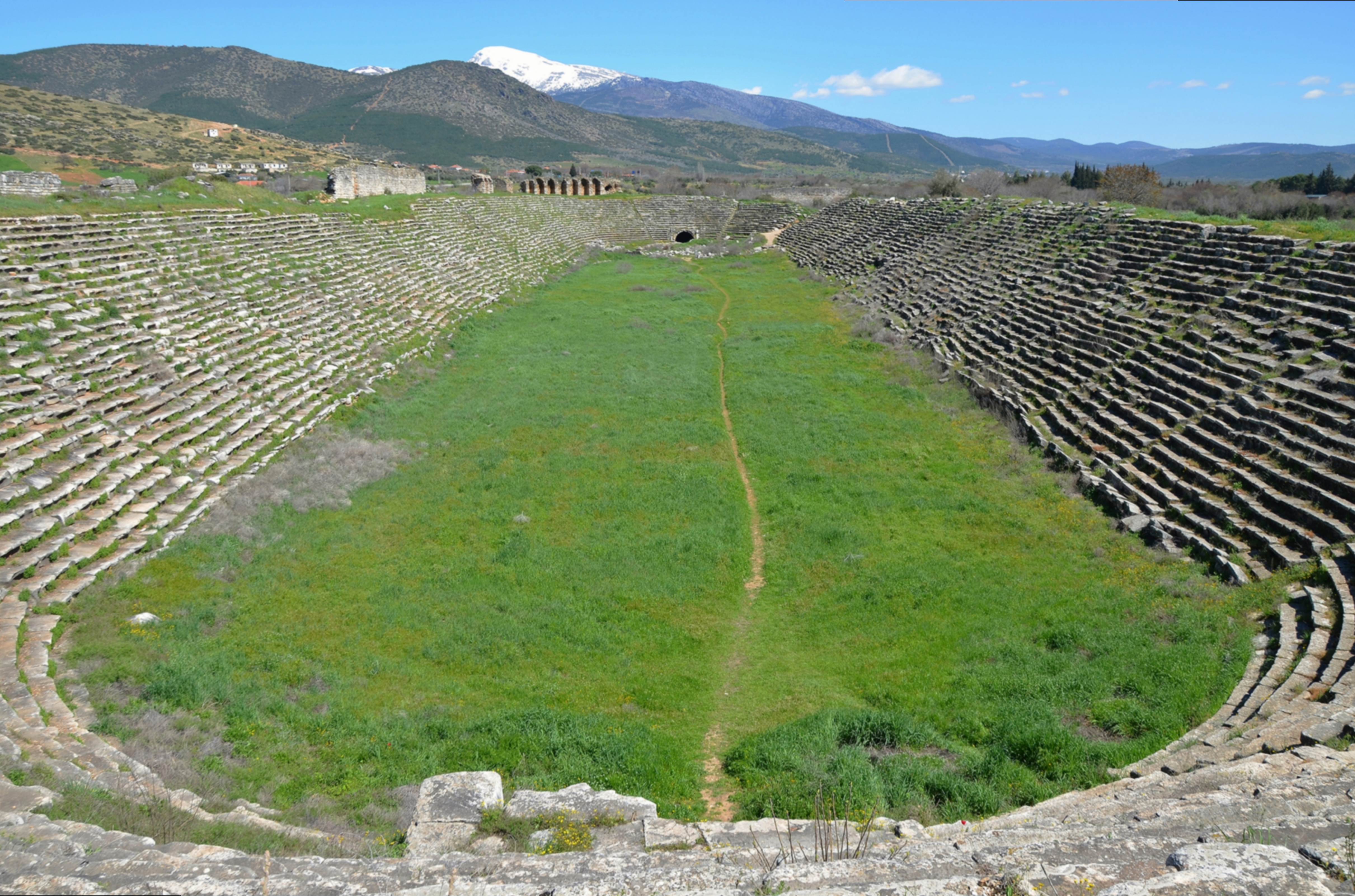
Stadion
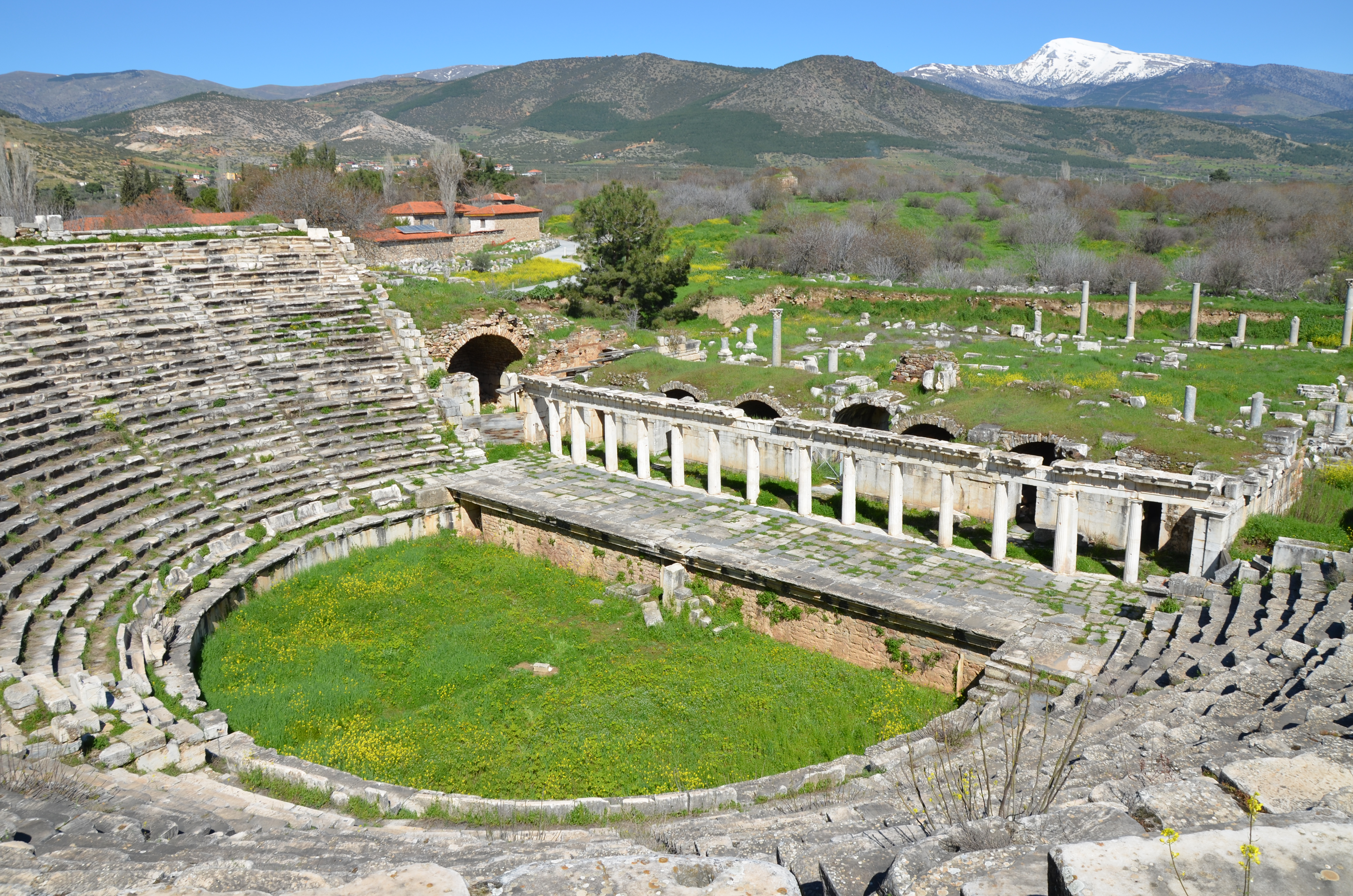
Římské divadlo
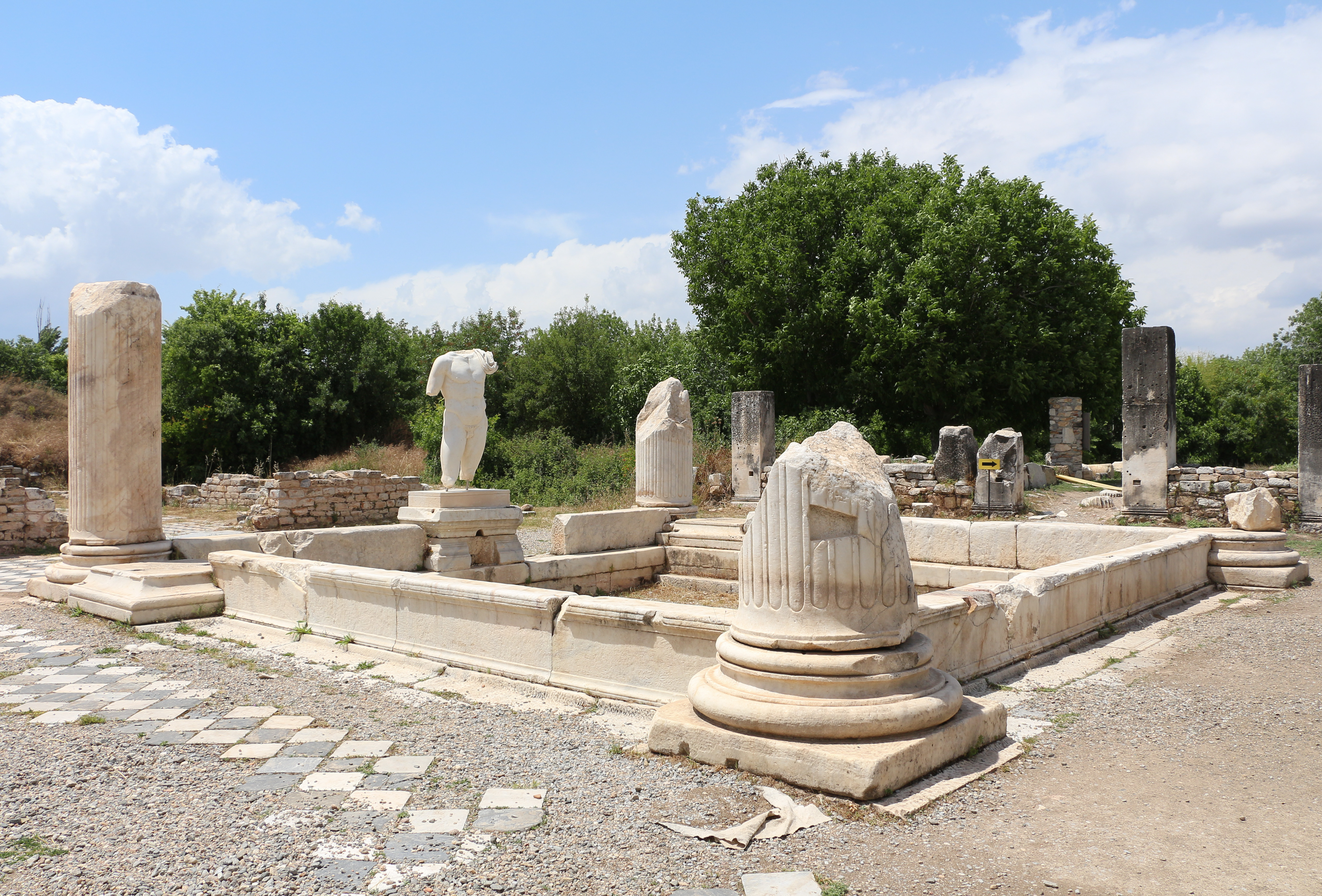
Římské lázně
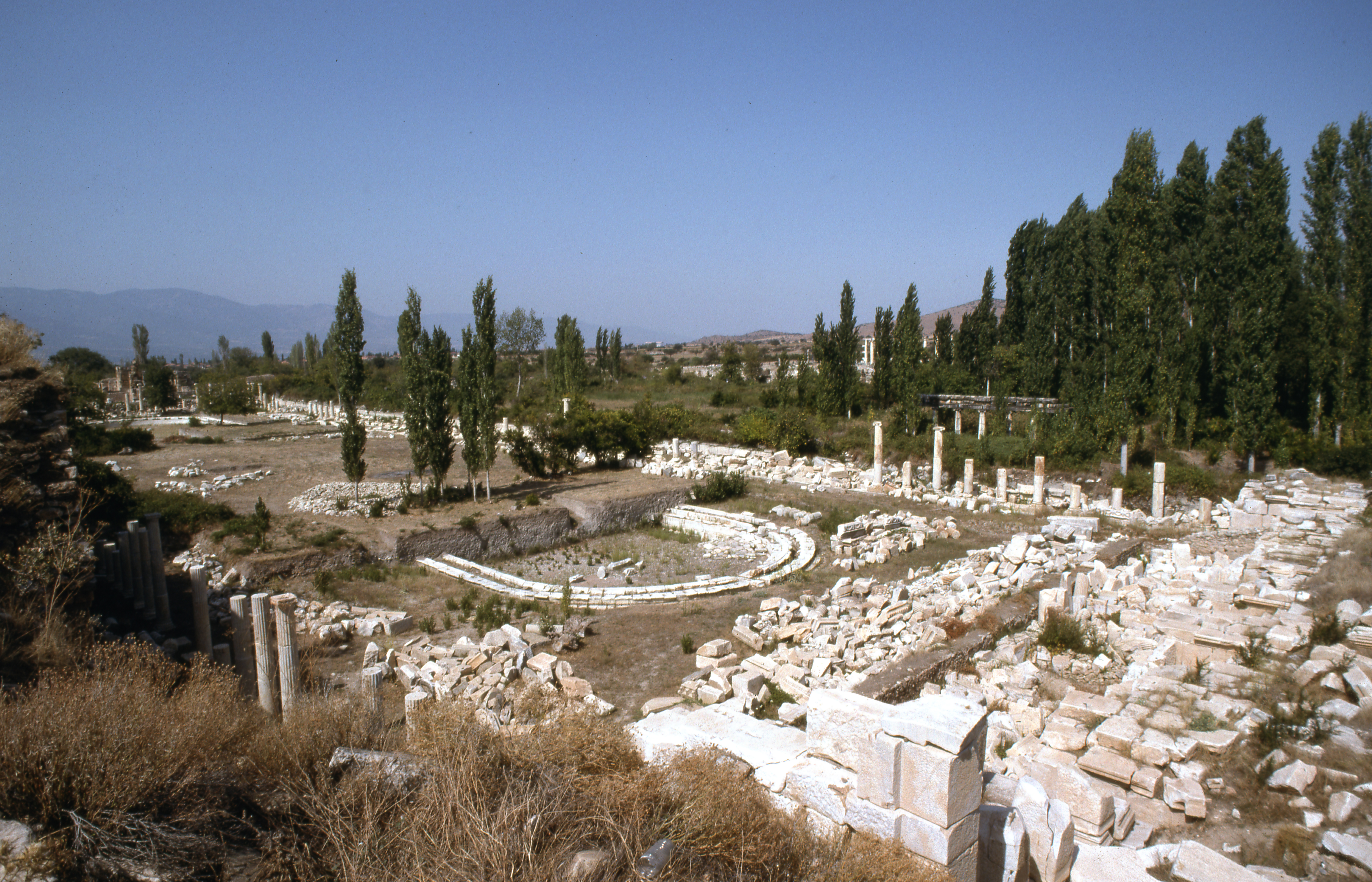
Jižní agora
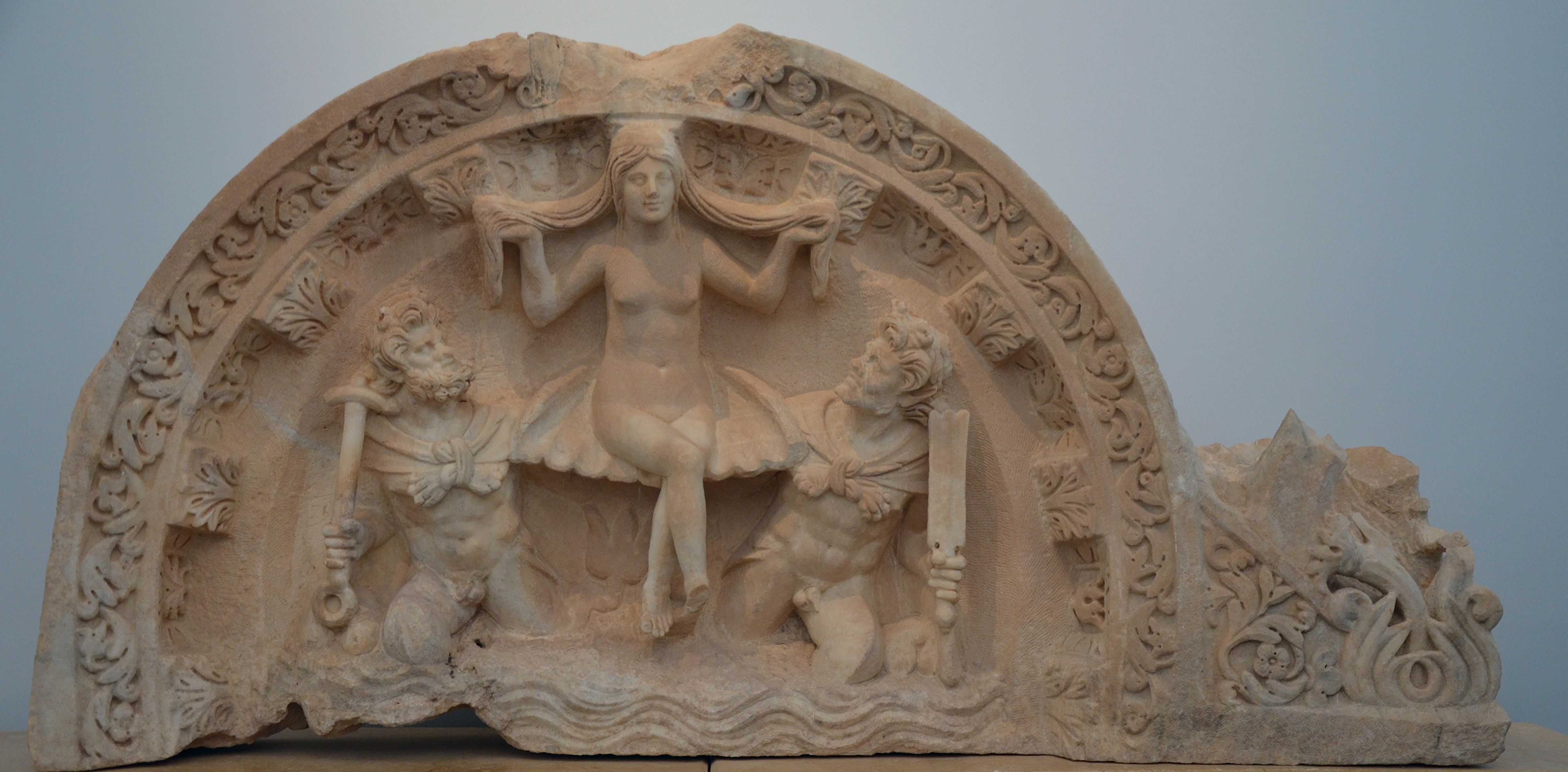
Reliéf zobrazující zrození Afrodity
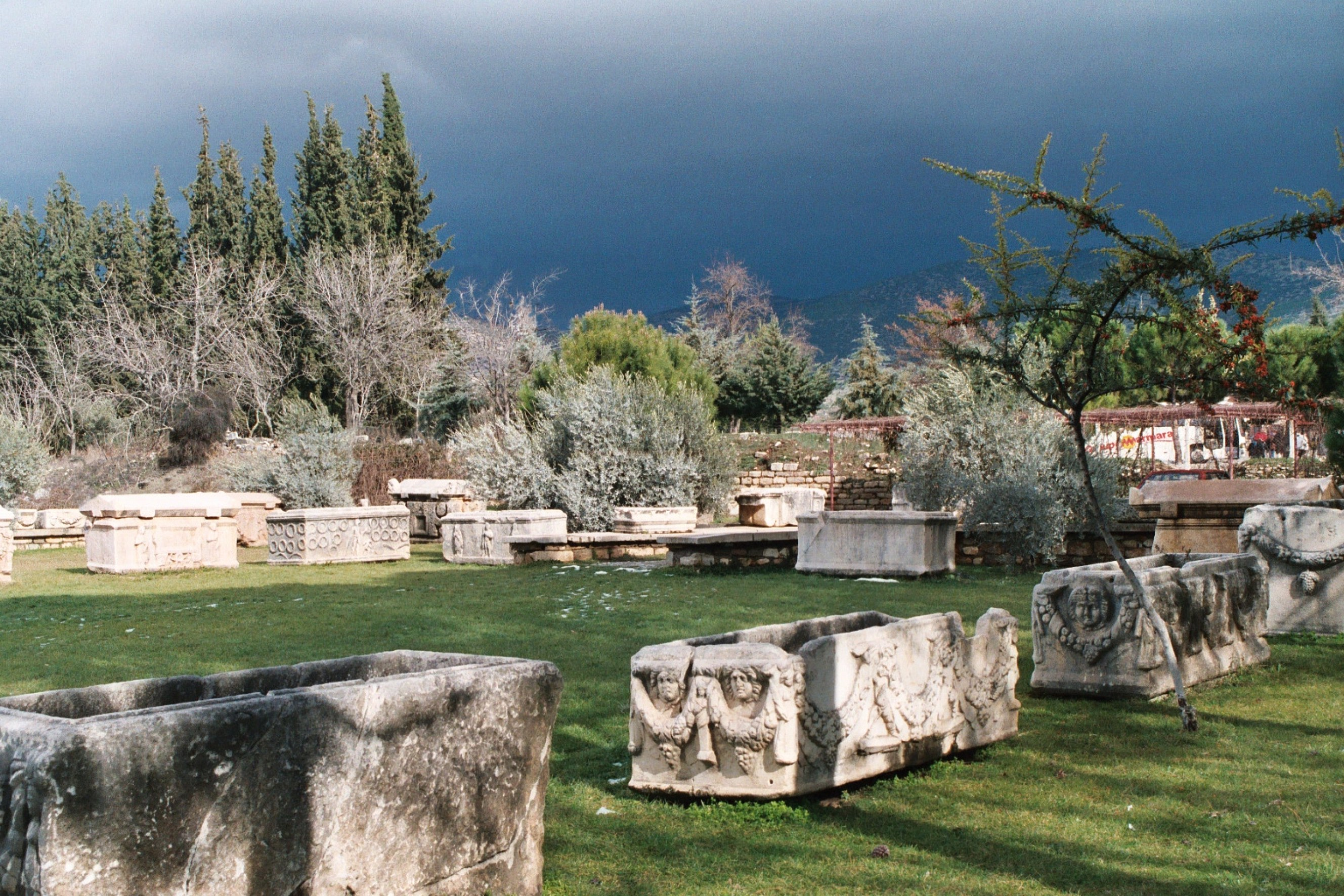
Sarkofágy
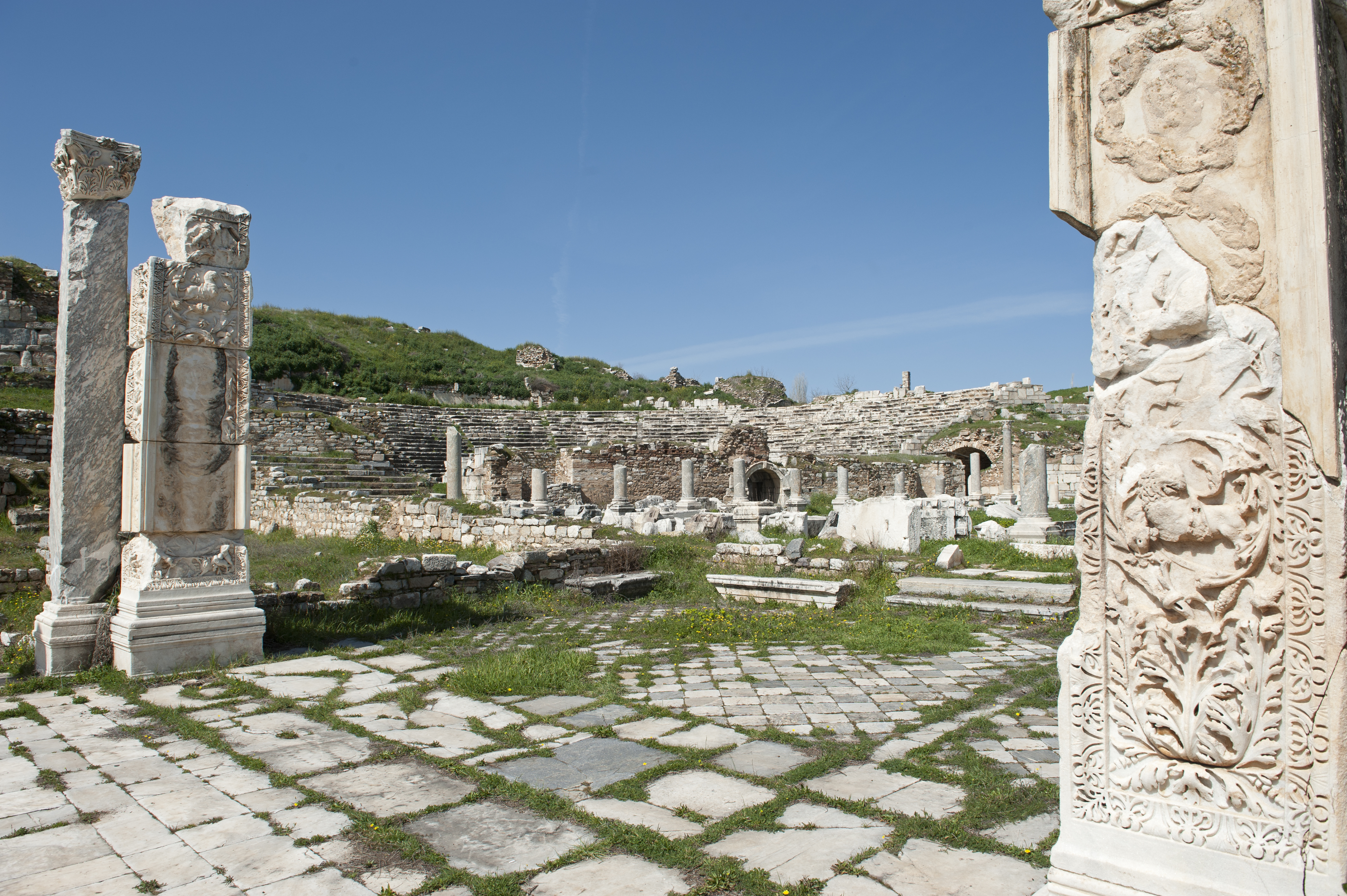
Vstup do divadla